# Gottfried von Dietze
Johann Gottfried von Dietze (* 16. April 1921 in Breslau; † 17. Mai 2012 in Nieder-Moos), Rechtsritter des Johanniterordens, war ein deutscher Pfarrer, Pferdefachmann und Wegbereiter des Therapeutischen Reitens.

## Familie
Er war der Sohn des Constantin von Dietze (1891–1973), Professor an der Albert-Ludwigs-Universität Freiburg und Präses der Synode der Evangelischen Kirche in Deutschland, und der Margarethe von Rauchhaupt (1891–1977).
Dietze heiratete am 13. April 1950 in Freiburg im Breisgau Marie-Else von Neumann-Cosel (* 13. Juni 1921 auf Gut Wirrwitz, Landkreis Breslau, Niederschlesien; † 3. Mai 2011), die Tochter des Oberst und Gutsbesitzers Herbert von Neumann-Cosel, Gutsherr auf Arnsdorf (Landkreis Schweidnitz, Niederschlesien), und der Marie-Luise von Wietersheim (Haus Wirrwitz). Das Ehepaar hat einen Sohn Erco (* 1958) und eine Tochter Susanne (* 1965).

## Leben
1938 trat er in ein Kavallerie-Regiment ein. Der Zweite Weltkrieg führte ihn nach Frankreich und Russland.
Nach einer schweren Kriegsverletzung 1942 bei Stalingrad begann Dietze entgegen dem Rat seiner Ärzte wieder zu reiten, erlangte dadurch seine Gehfähigkeit zurück und entdeckte den therapeutischen Wert der Bewegungen des Pferdes für den menschlichen Körper.
Dietze studierte nach Kriegsende Theologie und war zunächst in Schottland, dann im Vogelsberg (Hessen) tätig. Jahrelang diente ihm hier das Pferd noch als Transportmittel im Alltag, später arbeitete er in seiner Freizeit weiter mit Pferden. Er trainierte zahlreiche Reitlehrer, Therapeuten und Pferde und entwickelte Sättel und Zäume für alle erdenklichen Fälle, zum Beispiel für Amputierte.
1970 war er unter den Gründungsmitgliedern und Vorsitzenden des Deutschen Kuratoriums für therapeutisches Reiten; das Zentrum für therapeutisches Reiten in Nieder-Moos geht u. a. auf seine Initiative zurück. 
Der Film Hoppe, hoppe... Heilung von Dorothee Kaden zeigt eindrucksvoll Dietzes Arbeit.

## Biografie
- Kompensatorische Hilfsmittel für Behinderungen von Reitern, Deutsches Kuratorium für Therapeutisches Reiten (Hrsg.), Warendorf 2005
- Marianne Kirchhofer, Gottfried von Dietze: Mir wurde klar, das ist ja alles teuflisch. Da kann es nur eines geben: widerstehet dem Teufel (Interview), in: Nils Goldschmidt (Hrsg.), Wirtschaft, Politik und Freiheit. Freiburger Wirtschaftswissenschaftler und der Widerstand, Tübingen 2005